# Abraxas flavimacula
Abraxas flavimacula är en fjärilsart som beskrevs av W. Warren 1896. Abraxas flavimacula ingår i släktet Abraxas och familjen mätare. Inga underarter finns listade i Catalogue of Life.